# Xen (альбом)
Xen — дебютний студійний альбом венесуельської електронної музикантки Арки, випущений 4 листопада 2014 року на лейблі Mute Records. Альбом був записаний під час імпровізацій, протягом шести місяців 2014 року.

## Передумови створення
Назва альбому є відсиланням до «жіночого духу» Герсі, зображеного на обкладинці альбому та у відеокліпах. За словами артистки, дизайнер Джессі Канда запитав, «чи було у мене в дитинстві жіноче ім'я. Я відповіла, що цей образ виникає у мене в голові, коли я слухаю свою пісню, яка мені дуже подобається або з якою я почуваюся щасливою. Я рухаюся дуже повільно, дуже по-жіночому, закриваю очі і бачу цю оголену істоту, яка існує перед аудиторією. Всіх одночасно притягує до неї і відштовхує».
Після роздумів вона відчула, що «все це були проекції моєї психіки; того, як я розглядала власну сексуальність і як я взаємодіяла з людьми через призму чуттєвості. Xen — це „воно“. Я схиляюся до того, щоб називати Xen „нею“ у відповідь на той факт, що суспільство історично схиляється до того, що чоловіки мають більше влади. Те, що я називаю Xen „нею“, є зрівнюванням цього». Це відображено у відео на пісню «Thievery». Герсі зазначила, що назви пісень не мають особливого сенсу, окрім «Failed», яка була написана про її тодішнього хлопця Даніеля Саннвальда.

## Критична оцінка
На сайті Metacritic, який присвоює нормалізований рейтинг зі 100 рецензіям від провідних видань, альбом отримав середній бал 79 на основі 22 рецензій, що свідчить про «загалом схвальні відгуки». AllMusic зазначив, що «те, як Арка грає з часом і прикрашає його, дозволяючи звукам і настроям спонтанно мутувати, робить Xen повною картиною її артистизму, а також обіцяє набагато більше». Clash описав альбом як «захоплююче, часом незрозуміле досягнення болісних вершин і побитих спадів». Consequence заявив, що «час, проведений Аркою разом з Gesaffelstein, додав їй розуміння простору між ударами і емоційною силою цих коливань». The Observer писали, що Xen — «один з тих альбомів, який елегантно повторює привабливість цифрової музики, виражаючи відтінки та стани буття, що виходять за рамки аналогового діапазону».
Pitchfork заявили: «В цілому, це альбом про нестабільні єдності, про речі, які нелегко тримати разом, про те, як ціле розпадається на шматки, а потім знову збирається докупи у нових і незнайомих формах.» PopMatters зазначає: «Це безкомпромісний матеріал, який мало що стримує, але в результаті він пронизує серце і душу». Resident Advisor писали: «Xen залишається таким же унікальним — і часто таким же блискучим — як і решта каталогу Арки.» За словами Fact: «Навіть якщо її продюсерські здібності не викликають сумнівів, записи на Xen занадто розрізнені, щоб повністю реалізувати амбіції Герсі. Проте, навряд чи їй бракує ідей».

## Трек-лист
Автор музики і слів Алехандра Герсі. 
| #     | Назва             | Тривалість |
| ----- | ----------------- | ---------- |
| 1.    | «Now You Know»    | 3:58       |
| 2.    | «Held Apart»      | 1:20       |
| 3.    | «Xen»             | 3:18       |
| 4.    | «Sad Bitch»       | 1:55       |
| 5.    | «Sisters»         | 2:21       |
| 6.    | «Slit Thru»       | 2:12       |
| 7.    | «Failed»          | 3:40       |
| 8.    | «Family Violence» | 2:13       |
| 9.    | «Thievery»        | 2:33       |
| 10.   | «Lonely Thugg»    | 2:56       |
| 11.   | «Fish»            | 2:07       |
| 12.   | «Wound»           | 2:09       |
| 13.   | «Bullet Chained»  | 2:51       |
| 14.   | «Tongue»          | 2:59       |
| 15.   | «Promise»         | 2:52       |
| 39:24 |                   |            |